# Doină

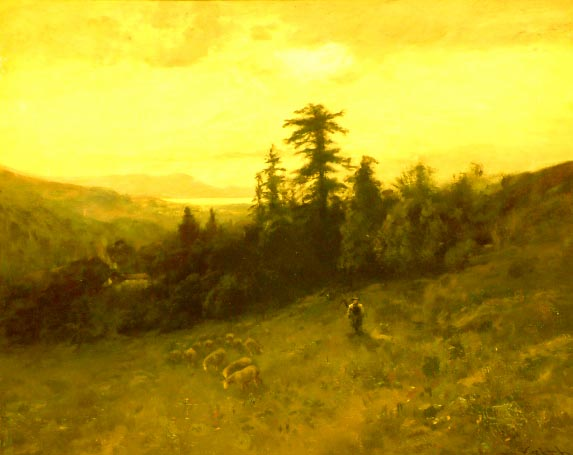
Păstorul (William Keith)

Doina este o creație lirică, vocală sau instrumentală, specifică  poporului român, în care autorul necunoscut își exprimă în mod direct sentimentele de dor, de jale, de înstrăinare, de revoltă, tristețe, iubire, ură împotriva asupritorilor, regret etc. Tot doină este numită și o specie a literaturii populare, aparținând genului liric, în care autorul își exprimă sentimentele și convingerile față de unele probleme ale vieții, față de timp și natură și față de sine însuși.

## Origini și caracteristici[1][2]
Doinele clasice sunt predominant vocale și monofonice și au o interpretare care variază în funcție de regiune. Doinele vocale conțin interjecții (măi, hei, dui-dui, iuhu), conține de asemenea și suspinuri, plansete, sunete de jale, etc. Doinele instrumentale sunt interpretate de obicei la instrumente precum flautul, dar se poate interpreta chiar și la frunze. Doina populara este un cântec non-ceremonial și este cântat de obicei în solitudine, având un important impact psihic asupra unei persoane, "Pentru a-i alina sufletul" (de stâmpărare). Grigore Leșe crede că deși învățații descriu în detaliu aspectele tehnice ale doinei, ei nu reușesc să înțeleagă aspectele psihice ale acesteia. Doinele sunt creații lirice și temele regăsite în versurile acestora sunt: Melancolia, dorul, iubirea, iubirea pentru natura, rugăciunea la Dumnezeu pentru alinarea durerii, etc.

## Trăsături
- exprimă direct, profund și intens o varietate de sentimente, idei, aspirații
- are o tematică variată
- se inspiră din viața poporului român, reflectă comuniunea omului cu natura, atitudinea acestuia față de viață și moarte, față de scurgerea timpului

## Figuri de stil specifice
- personificarea naturii
- comparația
- epitetul
- repetiția
- metafora
- imprecația
- enumerația

## Tipuri de doine
În funcție de sentimentele exprimate, doinele pot fi:
- de dor[5]
- de jale
- de dragoste[6]
- de înstrăinare[7]
- haiducești[8]
- păstorești
- de cătănie (militărie)

## Patrimoniu cultural imaterial al umanității
România este prezentă pe Lista Patrimoniului Cultural Imaterial al Umanității UNESCO cu Ritualul Călușului (inclus la 25 noiembrie 2005), Doina (2 octombrie 2009) și Ceramica de Horezu (3-7 decembrie 2012).